# Sithurajapuram
Sithurajapuram è una suddivisione dell'India, classificata come town panchayat, di 12.933 abitanti, situata nel distretto di Virudhunagar, nello stato federato del Tamil Nadu. In base al numero di abitanti la città rientra nella classe IV (da 10.000 a 19.999 persone).

## Geografia fisica
La città è situata a 09° 25' 19 N e 77° 48' 37 E.

## Società

### Evoluzione demografica
Al censimento del 2001 la popolazione di Sithurajapuram assommava a 12.933 persone, delle quali 6.490 maschi e 6.443 femmine. I bambini di età inferiore o uguale ai sei anni assommavano a 1.486, dei quali 740 maschi e 746 femmine. Infine, coloro che erano in grado di saper almeno leggere e scrivere erano 9.423, dei quali 5.151 maschi e 4.272 femmine.